# Hal Rockland

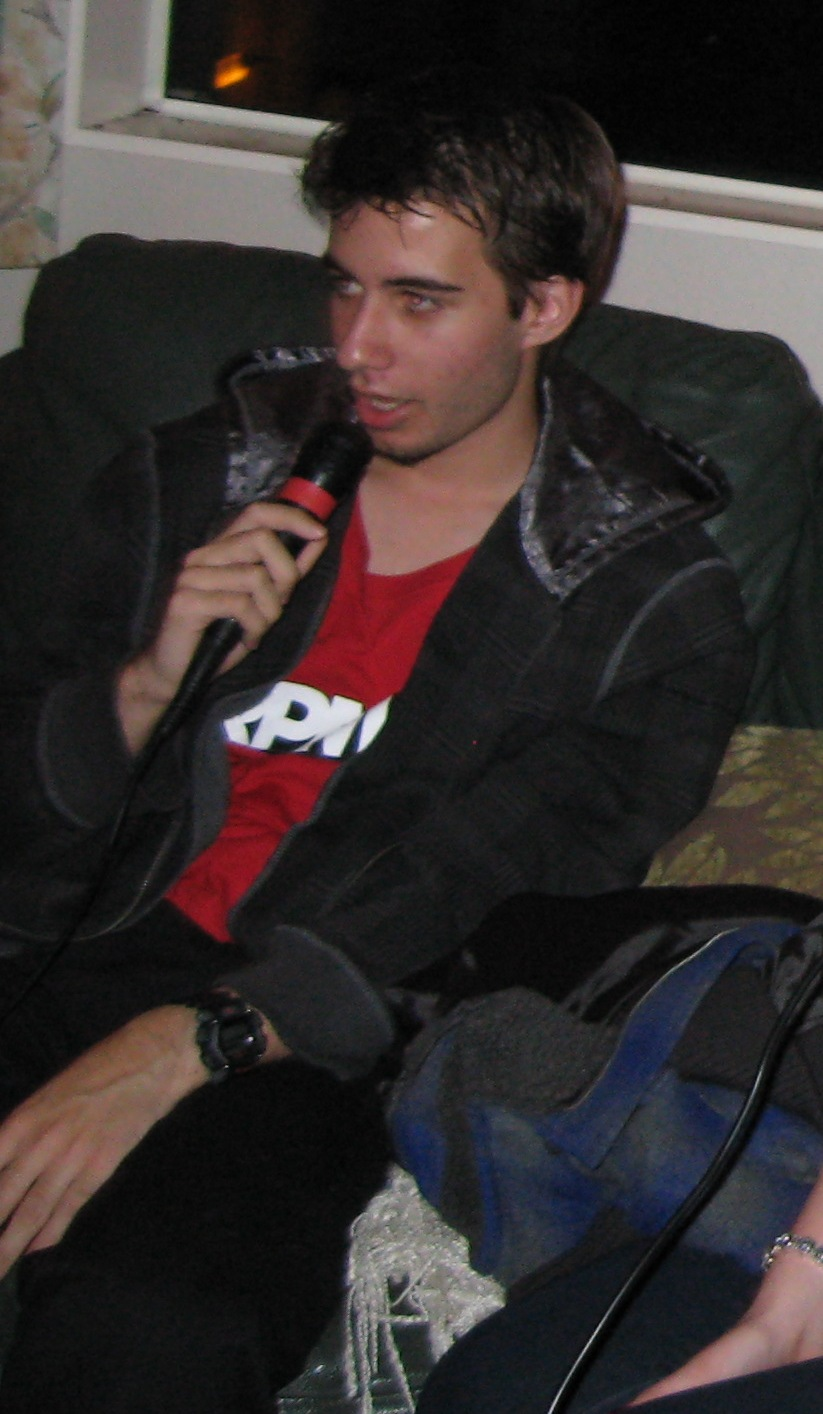
Hal Rockland

Hal Rockland (* 11. Februar 1975 in Darmstadt) ist ein ehemaliger US-amerikanischer Pornodarsteller.

## Leben
Rockland ist ungarischer Abstammung. Er lebte von 1975 bis 1981 gemeinsam mit seinen Brüdern Vince Rockland und Shane Rockland in Darmstadt und Blansingen, wo er seine ersten Jahre verbrachte. Später wuchs er in Florida, Chile und Costa Rica auf. Seine Eltern waren christliche Missionare; sein Vater arbeitete als Arzt bei der Organisation World Vision.
Nach seiner Schulzeit arbeitete er ab dem Alter von 15 Jahren zunächst als Bauarbeiter. Später war er Manager in einer Burger-King-Filiale. Außerdem betrieb er Bodybuilding als Amateur. Er trat auch als Stripper auf, u. a. in der Diskothek The Metro in Denver. Um die Jahrtausendwende eröffnete er seine eigene Baufirma in Colorado Springs im US-Bundesstaat Colorado, die insbesondere auch künstlerische Aufträge ausführte. Mit seinem Bauunternehmen hatte er u. a. Aufträge für Hotels in Dubai und für Konkrete Kunst (concrete art work) auf den Bahamas.
Rockland ist mittlerweile verheiratet, hat ein Kind und lebt in Colorado.

## Karriere
Rockland war ab Anfang der 1990er als Pornodarsteller in der US-amerikanischen Pornoindustrie tätig. Sein Bruder Vince war bereits vor ihm als Pornodarsteller tätig; sein Bruder Shane folgte schließlich zuletzt nach. Die Rockland-Brüder traten in mehreren Filmen gemeinsam auf. Bekannt ist Rockland insbesondere aus dem Pornofilm Three Brothers (1998) von Gino Colbert und Sam Slam, in dem er gemeinsam mit seinen beiden Brüdern auftrat – ohne jedoch miteinander Sex zu haben.
Rockland war bei dem bekannten US-amerikanischen Porno-Unternehmen Falcon Entertainment unter Exklusiv-Vertrag. Er übernahm in seinen Filmen aktive und passive Oralsex-Szenen und war auch in zahlreichen Analsex-Szenen zu sehen, wobei er ausschließlich als „Top“, d. h. in der aktiven Rolle, eingesetzt wurde. Obwohl er wohl ausschließend heterosexuell war, gab sich Rockland teilweise als bisexuell aus, möglicherweise um für ein größeres Publikum als Porno-Darsteller interessant zu sein. Seine „dominante Männlichkeit“ war Teil seines Leinwand-Images.
Als sein Porno-Debüt gilt Saddle Tramps (1992) für die Falcon-Marke Mustang Studios unter der Regie von Chi Chi LaRue. Rockland war darin in zwei Szenen zu sehen, in einer Threesome-Szene mit seinem Bruder Vince und Tyler Regan und als Top in einer Duo-Szene mit Patrick Ryan. In By Invitation Only (1994) war er in einer Vierer-Szene und, wieder gemeinsam mit Vince Rockland, in einer Orgie mit insgesamt 13 Männern zu sehen. In dem mehrfach ausgezeichneten Spielfilm Flashpoint: Hot as Hell (1994), einer Boy-Version von Thelma & Louise, war er in mehreren Gruppenszenen zu sehen. Bei seiner Gestaltung wurde insbesondere sein „heißes“ Zusammenspiel mit Pornodarsteller Scott Baldwin („Rockland and Baldwin are the hottest duo onscreen in years“) und die „romantische Chemie“ („their romantic chemistry“) zwischen den beiden Darstellern hervorgehoben.
In The Backroom (1995), in der er auch in einige Dialog-Sequenzen hatte, war er in der romantischen Eröffnungsszene mit Casey Jordan (als Hal Rocklands Ex-Lover) zu sehen. In The Renegade (1995) spielte er gemeinsam mit Ken Ryker. Rockland verkörperte den verliebten, romantischen Lover, dem es schließlich gelingt, beim Lagerfeuer und der anschließenden Nacht im Zelt seinen zunächst zurückhaltenden Freund zu verführen. Rockland war in diesem Film auch in einer Kußszene zu sehen.
Anschließend wirkte Rockland noch in den beiden aufwendig produzierten, im Winter und im Schnee spielenden Pornofilmen The Other Side of Aspen 3: Snowbound (1995) und The Other Side of Aspen 4: The Rescue (1995) mit. In The Other Side of Aspen 3: Snowbound spielte er einen Skifahrer, der in einer romantischen Skihütte in den Bergen Sex mit seinem Freund hat; auch hier war Rockland in Kußszenen zu sehen. Auch in der Fortsetzung The Other Side of Aspen 4: The Rescue war er in einer Threesome-Szene mit Ken Ryker und Eric Knight zu sehen.
Hal Rocklands letzter Auftritt in einem Porno-Film war in Three Brothers (1998). Dabei war er in einer Vierer-Szene gemeinsam mit seinen Brüdern Vince und Shane in einer Hotelzimmer-Szene mit Derek Cameron als „Bottom“ zu sehen. Die Rockland-Brüder haben hier jedoch keinen gemeinsamen Geschlechtsverkehr, es werden lediglich einige homosexuelle Softsex-Elemente („helping hand“, „ass-play“) praktiziert. Anschließend beendete Hal Rockland seine Porno-Karriere vollständig. Anlass soll ein Gespräch mit seinem Co-Darsteller Ken Ryker gewesen sein, der Rockland von einem religiösen Erweckungserlebnis berichtete und Rockland von Schuldgefühlen wegen seiner Porno-Karriere berichtete. Rockland, der sich wohl in einer ähnlichen Situation befand, soll daraufhin aufgewühlt das Set von Three Brothers verlassen haben.
Später wurden mit Hal Rockland noch verschiedene Kompilationen aus früheren Falcon-Filmen veröffentlicht, u. a. Best of the Rockland Brothers (2007) und Falcon Studios 35th Anniversary Limited Edition, die Jubiläumsausgabe zum 35-jährigen Bestehen der Falcon-Studios.
Rockland wurde mehrfach als Darsteller ausgezeichnet. 1994 erhielt er bei den Gay Erotic Video Awards den Preis als „Best Newcomer“, 1995 bei den Adult Erotic Gay Video Awards ebenfalls den Preis als „Best Newcomer“.

## Rollen-Image und Vermarktung
Von der Produktionsfirma Falcon wurde Hal Rockland intensiv vermarktet. Bei dem Film Flashpoint: Hot as Hell (1994) wurde er als Cover-Model präsentiert; insbesondere geschah die Vermarktung Rocklands jedoch gemeinsam mit seinen Brüdern Vince und Hal als „The Rockland Brothers“. Teilweise wurden die Rockland-Brüder hierbei, wenn auch unzutreffend, als Zwillinge oder Drillinge präsentiert.
Im Bruno Gmünder Verlag erschienen mehrere Bildbände, Postcard-Books, Kalender und Fotobücher, in denen Hal Rockland und seine Brüder als (Falcon)-Models in erotischen Fotos präsentiert wurden. Es handelte sich dabei um speziell für den Fotomarkt produzierte Softcore-Aufnahmen (Solos und Gruppenszenen). Fotos von Hal Rockland sind unter anderem in den Foto-Büchern Idols (1998), Legends: Men of Falcon (1999) und Pure Men: Best of Advocate Men (2001) zu sehen. Szenenfotos und Standfotos mit Hal Rockland aus den Filmen By Invitation Only, Flashpoint: Hot as Hell und The Renegade wurden 2009 in dem ebenfalls im Bruno Gmünder Verlag erschienenen Coffee Table Book Ultimate Falcon: Falcon Studios, einer Produktionsgeschichte der Falcon Studios von 1972 bis 2009, veröffentlicht. In dem 2011 im Bruno Gmünder Verlag erschienenen Buch Gay Porn Heroes: 100 Most Famous Porn Stars wurden die Rockland-Brüder in der Sektion „The Dreamboats“ präsentiert.
Außerdem erschienen in schwulen Männermagazinen zwischen 1994 und 1999 zahlreiche Fotostrecken von Hal Rockland und den Rockland Brothers; im Oktober 1997 erschienen unter der Schlagzeile „Triple Play“ Fotos im Magazin Men.

## Preise und Auszeichnungen (Auswahl)
- 1994: Gay Erotic Video Awards als „Best Newcomer“
- 1995: Adult Erotic Gay Video Awards als „Best Newcomer“

## Filmografie (Auswahl)
- 1992: Saddle Tramps, Mustang Studios
- 1994: By Invitation Only, Falcon Studios Video Pac 94
- 1994: Flashpoint: Hot as Hell, Falcon Studios Video Pac 95
- 1995: The Backroom, Falcon Studios Video Pac 96
- 1995: The Renegade, Falcon Studios Video Pac 101
- 1995: The Other Side of Aspen 3: Snowbound, Falcon Studios
- 1995: The Other Side of Aspen 4: The Rescue, Falcon Studios
- 1998: Three Brothers, New Age Pictures